# Vito (filme)
Vito é um documentário americano de 2011 produzido e dirigido por Jeffrey Schwarz, da produtora Automat Pictures, com sede em Los Angeles. O filme documenta a vida de Vito Russo, ativista gay, estudioso de cinema e autor de The Celluloid Closet.
Vito estreou no Festival de Cinema de Nova Iorque de 2011, foi exibido em festivais como o Festival de Cinema de Maryland e fez sua estreia na televisão na HBO em julho de 2012. O DVD foi lançado pela First Run Features em abril de 2013.

## Elenco
- Phyllis Antonellis como ela mesma — prima de Vito
- Richard Barrios como ele mesmo — autor (Screened Out: Playing Gay in Hollywood from Edison to Stonewall)
- Edmund Bergler como ele mesmo — psicanalista, escritor (filmagem de arquivo) (anunciado como Edmund Bergler M.D.)
- Richard Berkowitz como ele mesmo — autor
- Lenny Bloom como ele mesmo — amigo e advogado (anunciado como Leonard Bloom)
- Jay Blotcher como ele mesmo — jornalista, escritor, publicitário, produtor de cinema e ativista
- Malcolm Boyd como ele mesmo (anunciado como Reverendo Malcolm Boyd)
- Joseph Brewer como ele mesmo
- Lee Brewster como ele mesmo — Queens Liberation Front (filmagem de arquivo)
- Tom Brokaw como ele mesmo — jornalista (filmagem de arquivo)
- Marcus A. Conant como ele mesmo — médico e dermatologista (filmagem de arquivo)
- Stephen Boyd como (filmagem de arquivo) Messala
- Billie Burke como (filmagem de arquivo) Glinda, a Bruxa Boa do Sul
- George Bancroft como (filmagem de arquivo) Bill Bailey
- Jane Darwell como (filmagem de arquivo) Sra. Winchell — Mãe de Jack
- Marcia Pally como ela mesma

## Desenvolvimento e lançamento
O filme, com produção executiva de Bryan Singer e produção para a HBO Documentary Films, estreou no Festival de Cinema de Nova Iorque de 2011 e estreou na televisão na HBO em julho de 2012. Recebeu o Emmy Award de Pesquisa Excepcional no Emmy de Notícias e Documentários de 2013, bem como uma indicação ao GLAAD Media Award de Melhor Documentário. Criticamente bem recebido, Vito foi saudado pela Time Magazine como um documento que mostra como os direitos civis e o entretenimento estão “profundamente conectados”. Com base no interesse rejuvenescido pela vida e obra de Russo, Schwarz editou dois volumes dos escritos de Russo intitulados Out Spoken: A Vito Russo Reader.